# صيد السمك (معجزة)
صيد السمك أعجوبتين من معجزات السيد المسيح الواردة في الأناجيل القانونية. يظهر تلاميذ يسوع في كلتا المعجزتين أنهم لم يتصيدوا أياً من السمك قبل أن يطلب يسوع منهم ذلك.

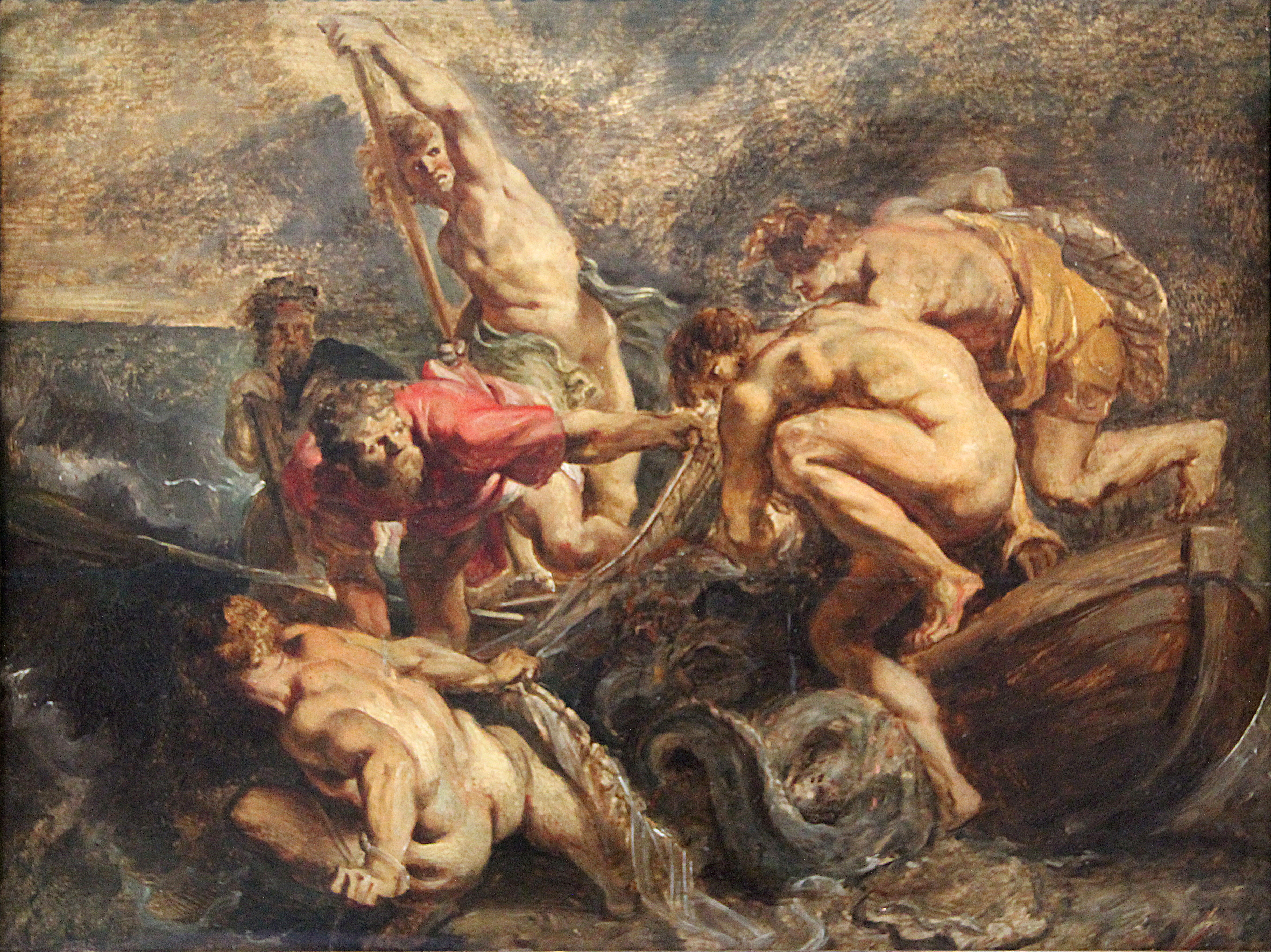
معجزة سحب الأسماك (1610) زيت على خشب بقلم بيتر بول روبنز.

## نبذة عامة
يظهر في إنجيل لوقا (1))، أول أعجوبة صيد للأسماك. عند بدء كرازة يسوع وأسفرت عن انضمام بطرس ويعقوب ويوحنا، ابني زبدي، إلى تلاميذ يسوع. فيما يُطلق على الصيد الإعجازي الآخر اسم «أعجوبة اصطياد 153 سمكةً»، حدثت هذه الأعجوبة بعد قيامة المسيح من الأموات وفقاً للإصحاح 21 من إنجيل يوحنا (2)).
يميز الفن المسيحي، بين المعجزتين بكون المسيح في الأولى جالساً على قارب بطرس والأخرى بوجوده على الشاطئ.

## المعجزة الأولى لصيد السمك
بحسب إنجيل لوقا،  في يوم هذه المعجزة، كان يسوع واقفا بالقرب من بحيرة جَنِّيسَارَتَ (بحر الجليل) عندما رأى مركبين على شاطئ البحر. صعد على متن قارب سمعان (بطرس) ، وسأله ان يبتعد قليلاً عن البر، ثم جلس وبدأ يعلّم الجموع من القارب. بعدها قال لبطرس: 

فأجابه بطرس: 

وعندما فعل ذلك، اصطادوا سمكاً كثيراً حتى بدأت الشباك تتمزق، حتى طلب مساعدة من القارب الآخر، بعدما شاهد بطرس هذه المعجزة خرَّ على ركبتي يسوع وقال له: 
 فأجابه يسوع:
. عندها ترك بطرس وزملاؤه يعقوب ويوحنا كل شيء وتبعوا يسوع.

## معرض للفنون

أيقونات وصور معجزتي صيد السمك
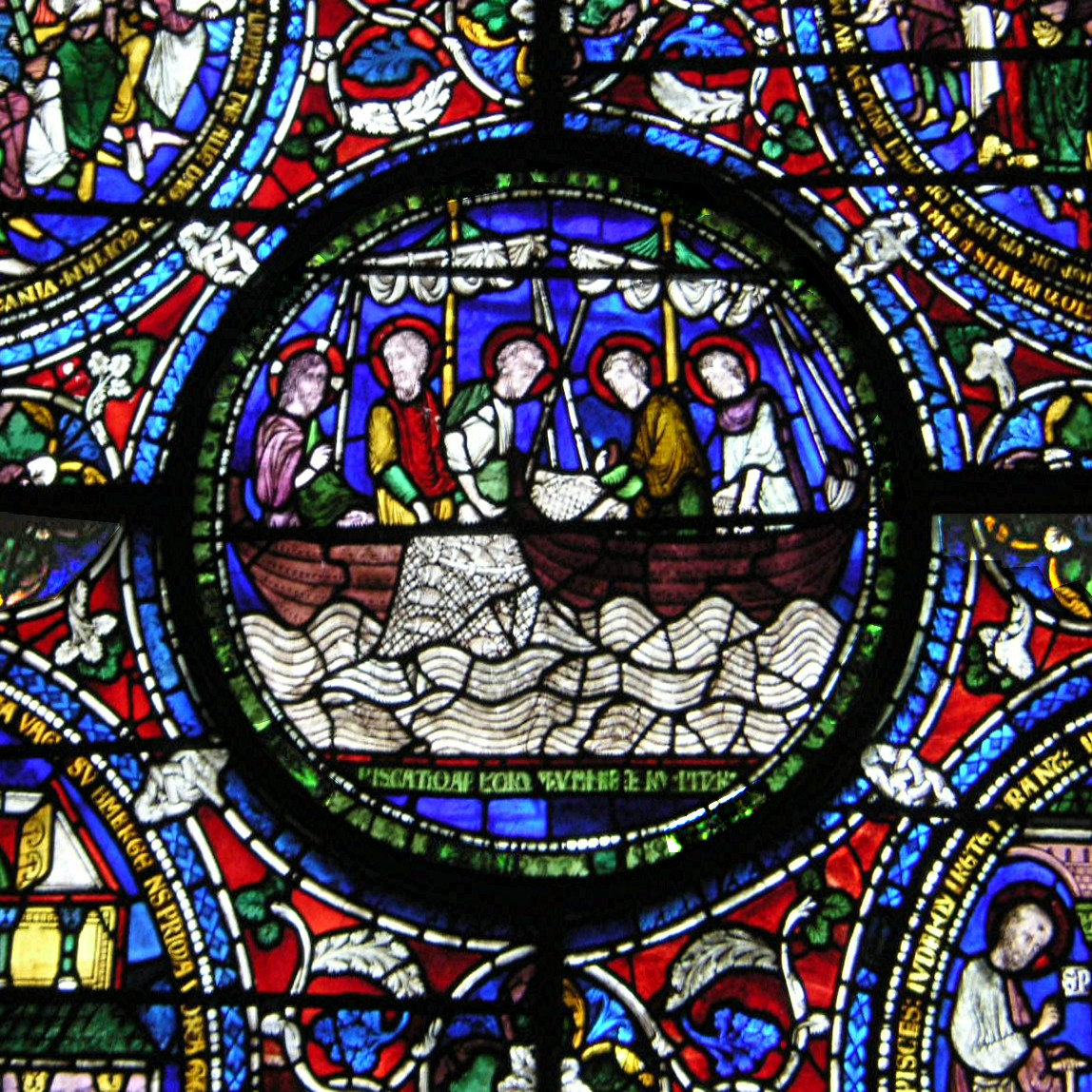
تفاصيل الزجاج المعشق ، كاتدرائية كانتربري (المعجزة الأولى)
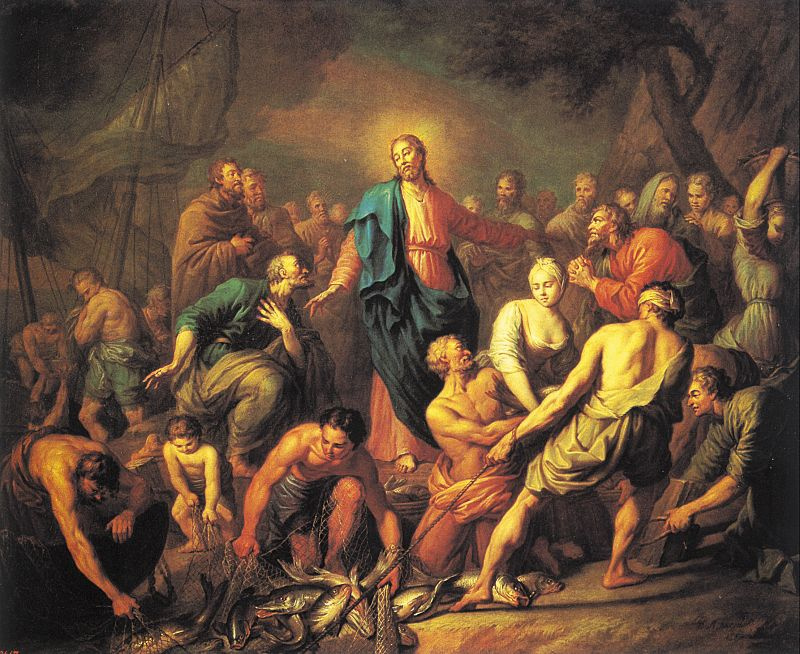
لوحة أنتون لوسينكو ، 1762 (المعجزة الأولى)
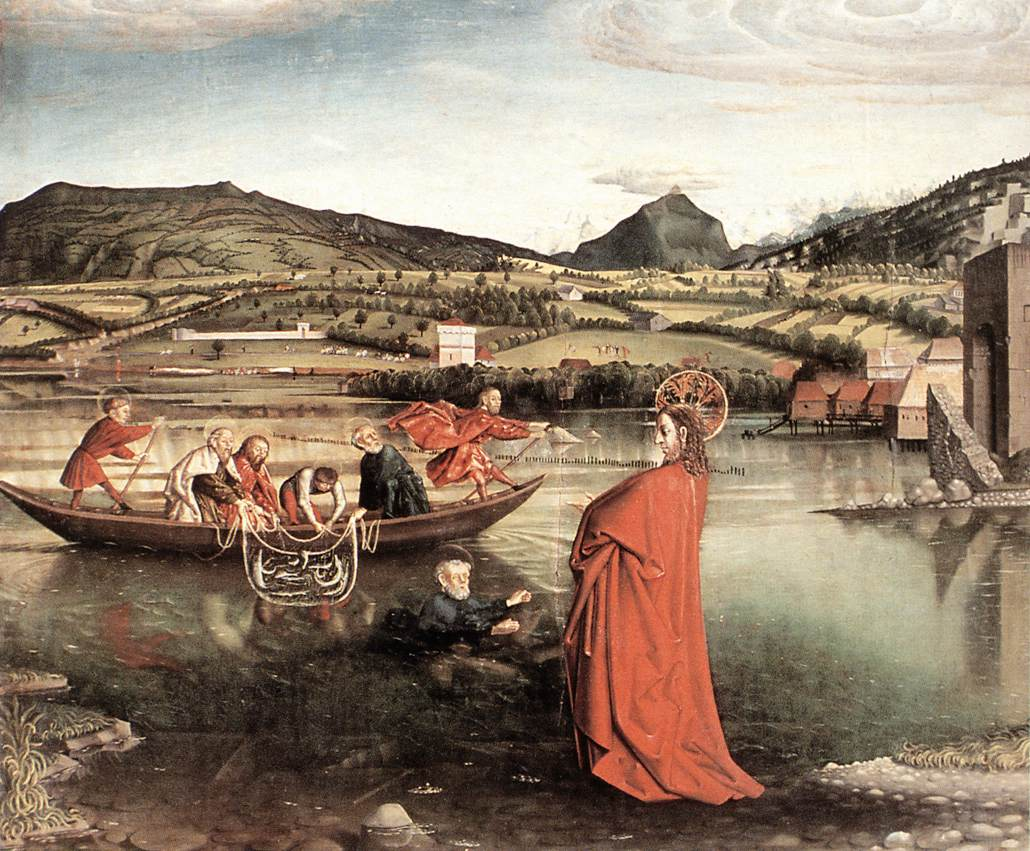
مشروع الأسماك المعجزة بقلم كونراد ويتز ، 1444 (المعجزة الثانية)
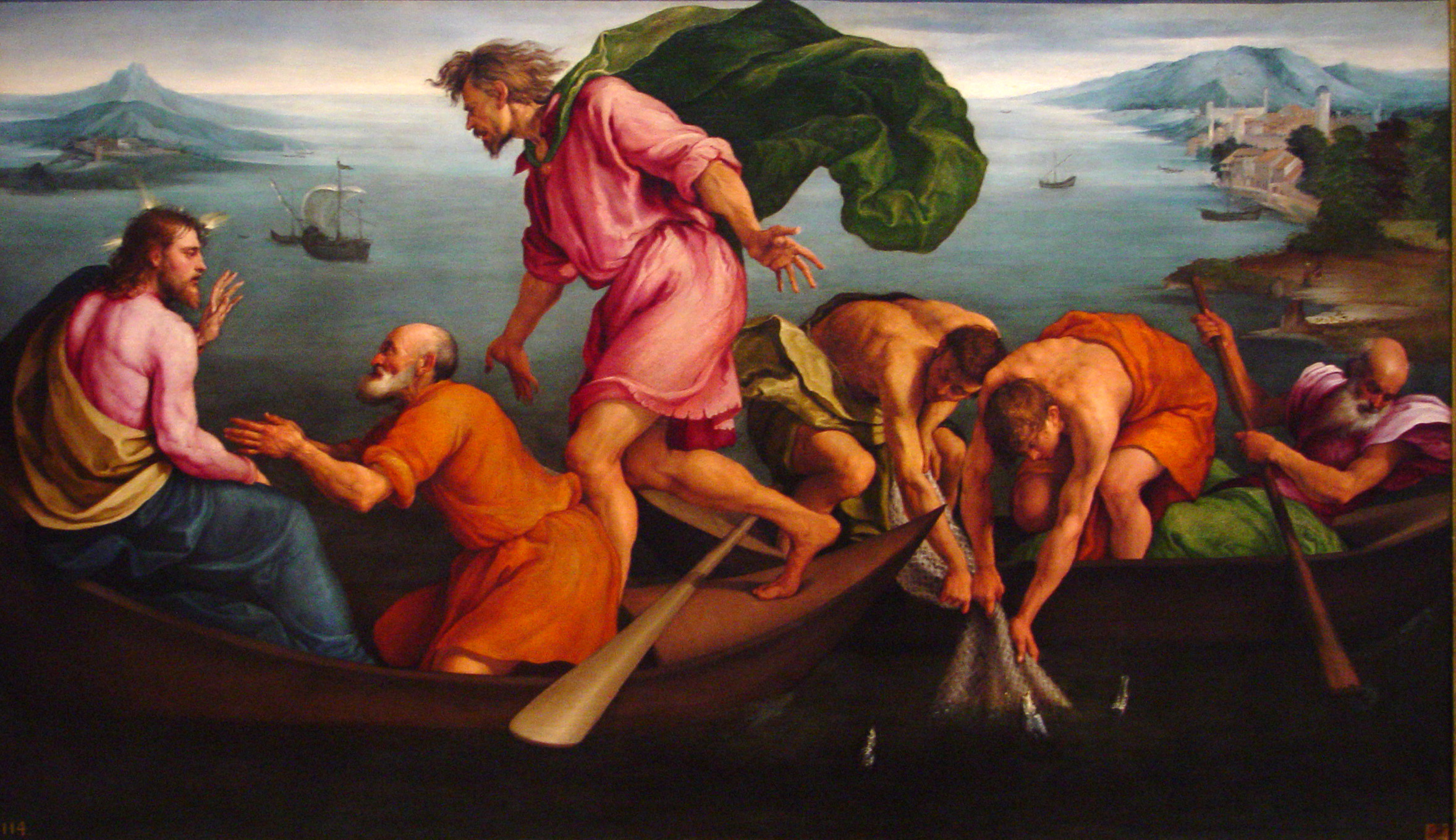
لوحة جاكوبو باسانو ، 1545 (المعجزة الأولى)
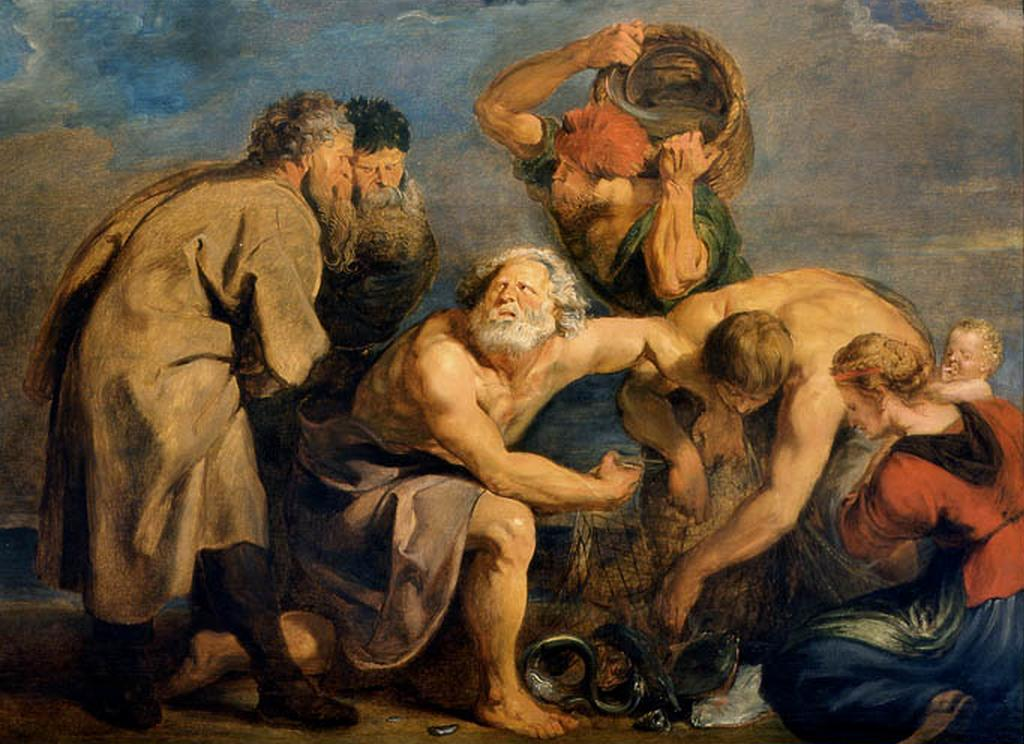
المسودة المعجزة للأسماك بواسطة ياكوب يوردانس ، ج. 1618-1620 (المعجزة الأولى)
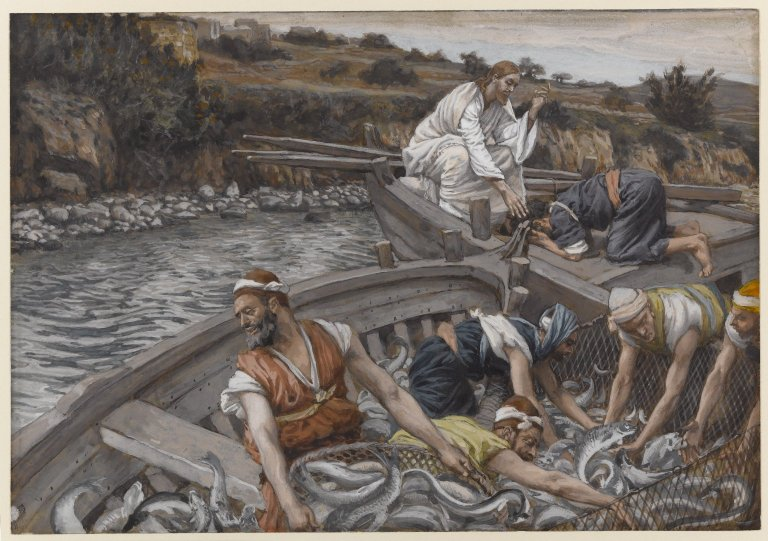
لون الماء لجيمس تيسو (المعجزة الأولى)
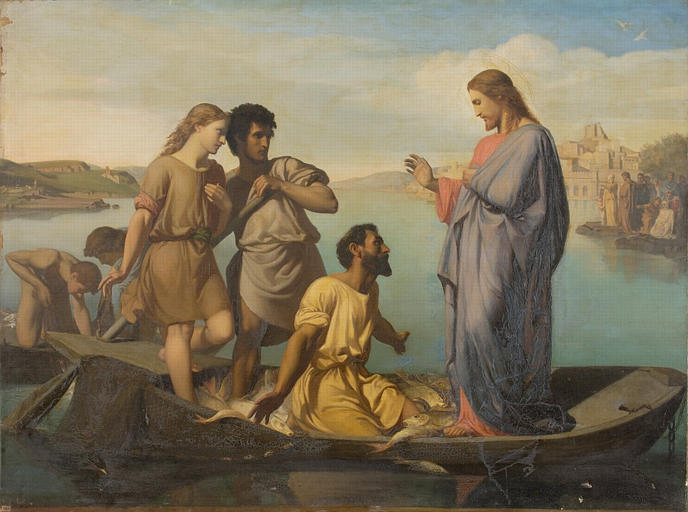
لوحة بواسطة H. Picou ، 1850 (المعجزة الأولى)

## الهوامش
1) النص الإنجيلي في إنجيل لوقا (5: 1-11) «وإذ كان الجمع يزدحم عليه ليسمع كلمة الله، كان واقفا عند بحيرة جنيسارت فرأى سفينتين واقفتين عند البحيرة، والصيادون قد خرجوا منهما وغسلوا الشباك فدخل إحدى السفينتين التي كانت لسمعان، وسأله أن يبعد قليلا عن البر. ثم جلس وصار يعلم الجموع من السفينة ولما فرغ من الكلام قال لسمعان: ابعد إلى العمق وألقوا شباككم للصيد فأجاب سمعان وقال له: يا معلم، قد تعبنا الليل كله ولم نأخذ شيئا. ولكن على كلمتك ألقي الشبكة ولما فعلوا ذلك أمسكوا سمكا كثيرا جدا، فصارت شبكتهم تتخرق فأشاروا إلى شركائهم الذين في السفينة الأخرى أن يأتوا ويساعدوهم. فأتوا وملأوا السفينتين حتى أخذتا في الغرق فلما رأى سمعان بطرس ذلك خر عند ركبتي يسوع قائلا: اخرج من سفينتي يا رب، لأني رجل خاطئ إذ اعترته وجميع الذين معه دهشة على صيد السمك الذي أخذوه وكذلك أيضا يعقوب ويوحنا ابنا زبدي اللذان كانا شريكي سمعان. فقال يسوع لسمعان: لا تخف من الآن تكون تصطاد الناس ولما جاءوا بالسفينتين إلى البر تركوا كل شيء وتبعوه»
2) النص الإنجيلي في إنجيل يوحنا (21: 1-14) «بعد هذا أظهر أيضا يسوع نفسه للتلاميذ على بحر طبرية. ظهر هكذا سمعان بطرس، وتوما الذي يقال له التوأم، ونثنائيل الذي من قانا الجليل، وابنا زبدي، واثنان آخران من تلاميذه مع بعضهم قال لهم سمعان بطرس: أنا أذهب لأتصيد. قالوا له: نذهب نحن أيضا معك. فخرجوا ودخلوا السفينة للوقت. وفي تلك الليلة لم يمسكوا شيئا ولما كان الصبح، وقف يسوع على الشاطئ. ولكن التلاميذ لم يكونوا يعلمون أنه يسوع فقال لهم يسوع: يا غلمان ألعل عندكم إداما؟. أجابوه: لا فقال لهم: ألقوا الشبكة إلى جانب السفينة الأيمن فتجدوا. فألقوا، ولم يعودوا يقدرون أن يجذبوها من كثرة السمك فقال ذلك التلميذ الذي كان يسوع يحبه لبطرس: هو الرب. فلما سمع سمعان بطرس أنه الرب، اتزر بثوبه، لأنه كان عريانا، وألقى نفسه في البحر وأما التلاميذ الآخرون فجاءوا بالسفينة، لأنهم لم يكونوا بعيدين عن الأرض إلا نحو مئتي ذراع، وهم يجرون شبكة السمك فلما خرجوا إلى الأرض نظروا جمرا موضوعا وسمكا موضوعا عليه وخبزا قال لهم يسوع: قدموا من السمك الذي أمسكتم الآن فصعد سمعان بطرس وجذب الشبكة إلى الأرض، ممتلئة سمكا كبيرا، مئة وثلاثا وخمسين. ومع هذه الكثرة لم تتخرق الشبكة قال لهم يسوع: هلموا تغدوا. ولم يجسر أحد من التلاميذ أن يسأله: من أنت؟ إذ كانوا يعلمون أنه الرب ثم جاء يسوع وأخذ الخبز وأعطاهم وكذلك السمك هذه مرة ثالثة ظهر يسوع لتلاميذه بعدما قام من الأموات»